# جوستوس و باستور
جوستوس و باستور (تاريخ الوفاة 304 ميلادية) كانا قديسين مسيحيين وطفلين شهيدين. كان جوستوس يبلغ من العمر 13 عاما، بينما باستور عمره أقل من 9 سنوات. قتلا خلال اضطهاد ديوكلتيانوس بسبب إيمانهم بالمسيح. جلدا و قطع رأسيهما في مكان ما خارج مدينة الكالا دي هيناريس الاسبانية (عٌرفت في العصر الروماني باسم كومبلوتوم)، يعتبران اليوم قديسين شفيعين من ألكالا دي إيناريس. ذكرهما الشاعر الروماني المسيحي برودينتيوس.

## تبجيل
اكتُشفت الذخيرة التي يعتقد أنها تعود لجوستوس وباستور في القرن الثامن ونقلت إلى وشقة. في عام 1568 أعيدت الذخيرة إلى مدينة ألكالا دي إيناريس ودفنا تحت المذبح العالي لكاتدرائية المدينة (كاتدرائية الكالا دي إيناريس) والتي شُيدت بين عامي 1497 و 1514 ولا تزال مستخدمة اليوم وقبر القديسين متاح للجمهور.